# أمينة السلمي
أمينة السلمي أو بالإنجليزية Aminah Assilmi صحافية أمريكية وناشطة إسلامية بعد تحولها للإسلام في عام 1977. توفيت في 5 مارس،2010 في حادث مروري بعد إلقائها محاضرة عن الإسلام في مدينة نيويورك.
```
توفيت أمينة السلمي المواطنة والصحفية الأمريكية التي كانت تعيش حياة راديكالية دينية مسيحية، حيث كانت تنظر إلى الإسلام والقرآن على أنه كتاب مزيف وأن نبي الإسلام كذلك، وأن العرب متخلفون وجاهلون، لكنها إرادة الله، أخطأ الكمبيوتر وأصبحت بالضرورة زميلة لعدد من الطلاب العرب، عملت ما بوسعها كي لا تكون معهم في مادة دراسية واحدة، لكن رفضها سيفقدها المنحة الدراسية، غير أنها وجدت أن في الأمر حكمة ربانية، وأن عليها أن تهدي الشباب العربي المسلم ليصبحوا مسيحيين، هكذا فهمت الخطأ وفهمت المقصد ذاته، لكنها شعرت بأنها تغيرت بعدما قرأت القرآن مرات عديدة وبعد قراءة كتب عدة عن الإسلام وبعد جدال متحضر مع عدد من الطلاب العرب لتجد نفسها مسلمة ولتبدأ فيما بعد رحلة الإيمان والمشقة.
```

كانت أمينة السلمي داعية إسلامية مميزة، وذات شهرة واسعة، حيث دأبت، خلال حياتها، على التجوال الدائم في أرجاء الولايات المتحدة الأمريكية، إذ كانت تلقي كثيرًا من المحاضرات حول الإسلام، وتعاليمه، وحضارته، ومفاهيمه. وقد لاقت قصة حياتها الشخصية الإعجاب، والتقدير، على نطاق واسع من جانب أعداد كبيرة من الناس. وكانت أمينة كذلك رئيسة الاتحاد الدولي للنساء المسلمات؛ هذه المنظمة التي تمكنت من تحقيق عدد من الإنجازات البارزة. ومن أقوال أمينة «إنني في غاية السرور لكوني امرأة تنتمي إلى الدين الإسلامي، حيث إن الإسلام هو حياتي، وهو نبضات قلبي، وكذلك هو الدم الذي ينساب في شراييني، وهو مصدر قوتي، إذ جعل حياتي في غاية الجمال والروعة. وإنني لا شيء بدون الإسلام، ولا حياة لي إذا لم يرعني الله بوجهه الكريم».
غلطة كمبيوتر
بدأ الأمر كله مع أمينة بغلطة على جهاز الكمبيوتر حيث كانت سيدة مسيحية محافظة متمسكة بدينها، وكانت تعمل كصحفية إضافة إلى دورها التبشيري. وكانت فتاة غير عادية، حيث حققت درجات عالية من التفوق الدراسي أيام دراستها الثانوية، وحصلت كذلك على عديد من المنح الدراسية، كما تفوقت في العمل الخاص بها، وكانت في حالة من المنافسة مع أقدر المحترفين المختصين، إذ نالت عدداً كبيراً من الجوائز، بينما كانت لا تزال على مقاعد الكلية الجامعية. وفي أحد الأيام حصل خطأ على شاشة الكمبيوتر جعلها تكرس حياتها للدفاع عن الدين المسيحي. وتطورت الأمور في وقت لاحق بما أحدث تغييراً كاملاً في حياتها.
حدث ذلك في عام 1975 لدى الاستخدام الأول للكمبيوتر في التسجيل المسبق للتخصصات والمواد في الكلية التي كانت تدرس فيها. وكانت تعد لنيل شهادتها في عالم الترفيه. وقد سجلت طلباً مفصلاً بذلك، وتوجهت إلى ولاية أوكلاهوما لإدارة نشاط عملي صغير خاص بها. ولذلك تأخرت عودتها، ووصلت إلى الجامعة بعد خمسة عشر يوماً من الموعد المحدد. ولم يكن تعويض الأيام الفائتة يمثل مشكلة لها، نظراً لقدراتها الدراسية المميزة، بل كانت المفاجأة بالنسبة إليها هي أن خطأ في نظام التسجيل المسبق الآلي حدد لها مساقاً مسرحياً يتعين على الطالب المسجل فيه تقديم أدائه أمام الآخرين. وكانت أمينة من الفتيات الملتزمات، ولذلك هالها أن تفكر بمجرد الوقوف أمام الآخرين كي تتحدث إليهم. ولم تستطع سحب هذا المساق لأن الوقت كان متأخراً للغاية.
أصعب 20 دقيقة في حياتي
لقد اشتدت الأمور عليها أكثر فأكثر، حين أعلنت صراحة أنها تحولت إلى الدين الإسلامي، إذ أصبح الطلاق في هذه الحال أمراً لا مفر منه. وكان ذلك في وقت لم يكن الإسلام فيه معروفاً على نطاق واسع في الولايات المتحدة، وكان فهم الناس له قليلاً. وكان لديها طفلان تحبهما كثيراً، كما كان من المفروض من الناحية القانونية أن تكون رعايتهما من حقها، ولكن حدثت مخالفة للقانون، وتم حرمانها من تلك الرعاية بسبب تحولها إلى امرأة مسلمة. وقد خيرّها القاضي قبل النطق بالحكم النهائي خياراً في منتهى القسوة، بحيث إمّا أن تعود عن الإسلام وتحتفظ بحضانة الطفلين، وإما أن تتخلى عنهما، وتظل على دينها الجديد. وقد منحها ذلك القاضي فترة 20 دقيقة فقط لاتخاذ هذا القرار، وبالتالي فإنه جعلها في ظل محبتها لطفليها، في مواجهة أسوأ كابوس يمكن أن تواجهه أي امرأة في حياتها، حيث إن من الصعب على المرأة أن تفارق أطفالها ليوم، أو أسبوع، أو سنة، فكيف بها وهي تواجه قراراً يمكن أن يؤدي إلى حرمانها من طفليها بصورة دائمة؟ وتقول أمينة عن تلك اللحظات «كانت أصعب 20 دقيقة في حياتي». ولا نحتاج سوى القليل من الخيال لنتصور مدى الألم الذي تحسه امرأة تتخذ قراراً بالتخلي عن أطفالها، وتمنح 20 دقيقة فقط لاتخاذ مثل هذا القرار الرهيب. ومما أضاف إلى آلامها وأحزانها في ذلك الظرف العصيب، أن الأطباء قرروا أنه ليس بإمكانها الحمل ثانية بسبب تعقيدات صحية خاصة بها. وتقول عن تلك الفترة «توجهت بكل مشاعري إلى الله سبحانه وتعالى، حيث كنت أعلم علم اليقين ألا حامي لأطفالي غير الله. وكنت مصممة على أن أريهم في المستقبل ألا طريق سوى الطريق إلى الله وحده». وقد اتخذت قرارها الحاسم بأن تظل على دينها الجديد، وتم انتزاع طفلها وطفلتها من حضنها، حيث أعطاهما القاضي لزوجها السابق. وليس على قلب المرأة أمرّ أقسى من أن تحرم من أطفالها لسبب واحد هو أنها اعتنقت ديانة جديدة. وتقول عن تلك الفترة «غادرت المحكمة وأنا أعرف تماماً أن الحياة بدون الطفلين سوف تكون في غاية القسوة، وكان قلبي ينزف دماً، مع أنني كنت أعرف في داخلي أنني اتخذت القرار الصحيح». وقد وجدت كثيرا من الراحة في تلاوة عدد من الآيات القرآنية التي تتحدث عن وحدانية الله، وخلوده، حيث «لا تأخذه سنة ولا نوم…» إلى آخر آية الكرسي.